# Ludvig Rasmusson
Ludvig Rasmusson, född 14 oktober 1936 i Stockholm, är en svensk författare, frilansjournalist, kåsör och föredragshållare. 

## Biografi
Rasmusson studerade konsthistoria vid Stockholms universitet under början av 1960-talet, och blev då centralpunkt i en akademikerkrets med senare kända namn som Göran Söderström, Ursula och Lars Sjöberg, Görel Cavalli-Björkman, Olle Granath och Orvar Löfgren.
Han började sin yrkesverksamhet genom att arbeta med modern konst. Som gallerist i Stockholm introducerade han den nya popkonsten och en rad unga nya svenska konstnärer. Han försörjde sig sedan som jazzkritiker, och som rockkritiker var han den första i Sverige. Därefter for han till Paris och har sedan frilansat som journalist i press och radio och skrivit ett tjugotal böcker i varierande ämnen för olika förlag. I boken Fyrtiotalisterna (1985) lanserade han denna beteckning för svenskar födda på fyrtiotalet. Han var fram till 2015 fast kåsör i Sveriges Radios Godmorgon, världen! på söndagsförmiddagar, och blev i den rollen utsedd till "Sveriges roligaste journalist". Han är kolumnist i Populär Astronomi, Ingenjören, Läkartidningen, Flamman och Vår bostad. Han är flitigt anlitad att hålla föredrag om teknik, framtiden, ljud, joggning med mera. 
Han var radions sommarvärd den 3 augusti 1993.
Stockholms universitet promoverade Rasmusson till hedersdoktor den 24 september 2010 med följande motivering:
"Han är en sann folkbildare och något av ett enmansuniversitet som mot bakgrund av personligt framtagna insikter från fr.a. natur- och samhällsvetenskap klarögt och med inslag av underfundig humor betraktar sin samtid. Han lanserade begreppet fyrtiotalisterna och förutspådde hur den livskraftiga generation som föddes på 40-talet skulle sätta sin prägel på samhällsfrågorna."

### Familj
Ludvig Rasmusson är son till Nils Ludvig Rasmusson och Margit Rasmusson samt bror till Torkel Rasmusson och Anders Rasmusson.
Hustrun, fotografen Ulla Montan, medverkar ofta i böckerna när det behövs bilder. Rasmusson har i tidigare äktenskap döttrarna Torun Boucher och Linnea Varger samt sonen Rasmus Rasmusson.

## Priser och utmärkelser
- 1995 – Svenska Humorakademins utmärkelse Sveriges roligaste journalist.[4]
- 2010 – filosofie hedersdoktor vid Samhällsvetenskapliga fakulteten, Stockholms universitet.[3]